# Kaito Kiyomiya
Kaito Kiyomiya (清宮 海斗, Kiyomiya Kaito) (né le 17 juillet 1996 à Tonami) est un catcheur (lutteur professionnel) japonais, qui est principalement connu pour son travail à la Pro Wrestling NOAH.

## Carrière de catcheur

### Pro Wrestling NOAH(2015-2017)
Le 9 janvier 2017, il perd contre Takashi Sugiura. Ensuite, Sugiura, impressionné, lui offre une chance de former une alliance, qu'il accepte, déclarant qu'il était prêt à franchir la prochaine étape de sa carrière, il s'allie donc à Sugiura et effectue un Heel Turn.

### Retour à la Pro Wrestling NOAH (2017-...)

#### Équipe avec Gō Shiozaki (2017–2018)
Le 22 décembre, il effectue son retour d'excursion en défiant Kenoh après que ce dernier a battu Eddie Edwards pour remporter le GHC Heavyweight Championship.
Le 29 avril 2018, lui et Gō Shiozaki battent The Aggression (Katsuhiko Nakajima et Masa Kitamiya) et remportent les GHC Tag Team Championship. Le 29 mai, ils perdent les titres contre The Aggression.

#### GHC Heavyweight Champion (2018–2020)
Le 25 novembre, il bat Katsuhiko Nakajima en finale pour remporter le Global League 2018 et un match de championnat pour le GHC Heavyweight Championship. 
Le 16 décembre, il bat Takashi Sugiura et remporte le GHC Heavyweight Championship, devenant le plus jeune champion de l'histoire du titre. Le 6 janvier 2019, il conserve le titre contre Kenoh,. Lors de Great Voyage 2019 In Yokohama, il conserve le titre contre Naomichi Marufuji, puis après le match il appelle Kenoh et lui demande d’être son partenaire pour la prochaine Global Tag League, ce qu'il accepte, déclarant qu'ils formeront front uni pour créer une nouvelle scène pour la Noah, nommant leur équipe « KAIOH »,.
Le 4 janvier 2020, à New Sunrise, il perd le titre contre son mentor Gō Shiozaki qui met fin à son règne,.

#### Différentes rivalités (2020–2024)
Le 24 février, il perd contre Takashi Sugiura et ne remporte pas le GHC National Championship,. 
En mai, la Noah produit deux événements appelé New Hope les 24 et 31 mai avec Kiyomiya comme principale tète d'affiche étant donné son statut de "New Ace" de la promotion. Lors du premier jour, il bat René Duprée dans le main event. Par la suite, il proclame son ambition d'avoir deux matches de rêve, le premier étant contre Keiji Mutō et le deuxième match contre étant contre Kazuchika Okada de la New Japan Pro-Wrestling,. Lors du deuxième jour, il bat Yoshiki Inamura dans le main event puis est ensuite confronté par Daiki Inaba qui le défie pour un match. Lors du troisième jour de New Hope, il bat Daiki Inaba et après le match Inaba lui demande de former une équipe, ce qu'il a accepté, dissolvant Unchains. Lors de NOAH The Chronicle Vol. 3, il réalise son souhait d'affronter la légende de la lutte japonaise Keiji Mutō, mais perd contre ce dernier.
Lors de Great Voyage 2021 In Fukuoka, il perd contre Keiji Mutō et ne remporte pas le GHC Heavyweight Championship,.
Le 22 juillet, lui et Masa Kitamiya battent KONGOH (Katsuhiko Nakajima et Manabu Soya) et remportent les GHC Tag Team Championship, alors vacants ,.
Lors de Demolition Stage 2021 In Yokohama, lui et Masa Kitamiya perdent leur titres contre M's Alliance (Keiji Mutō et Naomichi Marufuji).
Lors de The New Year 2022, il perd contre Kenoh et ne remporte pas le GHC National Championship,. Lors de Wrestle Kingdom 16 - Tag 3, lui et Keiji Mutō perdent contre Hiroshi Tanahashi et Kazuchika Okada.
Le 25 septembre, il bat Kenoh et remporte le GHC Heavyweight Championship pour la deuxiéme fois. Lors de Global Honored Crown, il conserve son titre contre Timothy Thatcher. Lors de The New Year 2023, il conserve son titre contre Kenoh.
Lors de Great Voyage In Osaka, il conserve son titre contre Jack Morris et se fait attaquer après le match par Kazuchika Okada qui accepte finalement de l'affronter.
Lors de Voyage 2023 In Yokohama, il perd son titre contre Jake Lee.
Lors de All Together Again, lui, Hiroshi Tanahashi et Kento Miyahara perdent contre Kazuchika Okada, Kenoh et Yuma Aoyagi.
Il participe ensuite au G1 Climax avec un record de deux victoires, deux matchs nuls et trois défaites.
Lors de Demolition Stage 2023 In Niigata, lui et Ryohei Oiwa perdent contre Good Looking Guys (Jack Morris et Anthony Greene) et ne remportent pas les GHC Tag Team Championship.
Lors de Wrestle Kingdom 18, lui et Shota Umino perdent contre House of Torture (Evil et Ren Narita).

#### All Rebellion (2024–...)
Lors de Wrestle Magic 2024, il bat El Hijo de Dr. Wagner Jr. et remporte le GHC Heavyweight Championship pour la troisiéme fois. 
Le 7 mai, lui et Kenoh forment un clan appelée All Rebellion, aux côtés d'Alejandro et Cristobal. 
Le clan a tenu son premier événement le 21 mai au Korakuen Hall. Lors de leur premier match, All Rebellion perd contre Eita, Ryohei Oiwa, Ulka Sasaki et Shūji Kondō. Après le match, Kiyomiya invite Oiwa à rejoindre All Rebellion, ce qu'il a fait semblant d'accepter, mais s'est retourné contre eux en déclarant que sa rivalité avec Kiyomiya n'était pas terminée. 
Lors de Grand Ship 2024 In Yokohama, il conserve son titre contre Gabe Kidd.
Lors de Deathnity, il conserve son titre contre Takashi Sugiura. Après le match, il est trahi par Taishi Ozawa qui quitte All Rebellion pour rejoindre Team 2000X.

## Palmarès
- Dragon Gate
  - 1 fois Open the Twin Gate Championship avec Alejandro[45]

- Pro Wrestling NOAH
  - 3 fois GHC Heavyweight Championship
  - 2 fois GHC Tag Team Championship avec Gō Shiozaki (1) et Masa Kitamiya (1)
  - Global Tag League (2018) avec Gō Shiozaki
  - Global League/N-1 Victory (2018, 2022, 2024)
  - Victory Challenge Tag League (2024) avec Ryohei Oiwa

- Taka & Taichi Box Office
  - Minoru Suzuki's 48th Birthday Anniversary Royal Rumble Match

## Récompenses des magazines
- Pro Wrestling Illustrated

| Année | 2019 | 2020 | 2021 | 2022 | 2023 | 2024 |
| ----- | ---- | ---- | ---- | ---- | ---- | ---- |
| Rang  | 64   | 36   | 125  | 179  | 29   | 47   |